# 仙人渡镇
仙人渡镇，是中华人民共和国湖北省襄阳市老河口市下辖的一个乡镇级行政单位。2019年被评为中国文化百强镇。

## 行政区划
仙人渡镇下辖以下地区：
仙人渡社区、西街社区、南岗村、黄家庄村、黄家营村、刘家营村、王家营村、范家湾村、莫家营村、崔家营村、辛庙村、白鹤岗村、钟家寨村、龙王冲村、范家营村、马家冲村、林岗村、柴店岗村、杜家河村、北沟村、安家岗村、邓家营村、靳家湾村、西张湾村、茹家湾村、李家染房村、张岗村、张家竹园村、大张营村、王家楼村、马家岗村、雷家牌坊村和小张营村。

## 教育
仙人渡镇中小学名录
- 仙人渡镇中学
- 大张营村小学
- 安岗村小学
- 小学
- 小张营小学
- 崔营小学
- 张家竹园村小学
- 李家染坊村小学
- 杜家河小学
- 林家岗村小学
- 王楼村小学
- 白鹤岗村小学
- 范湾村小学
- 范营小学
- 莫家营小学
- 辛庙小学
- 邓营村小学
- 钟家寨村小学
- 雷家牌坊村小学
- 靳家湾村小学
- 马岗村小学
- 龙王冲小学